# St-Clair (Gometz-le-Châtel)

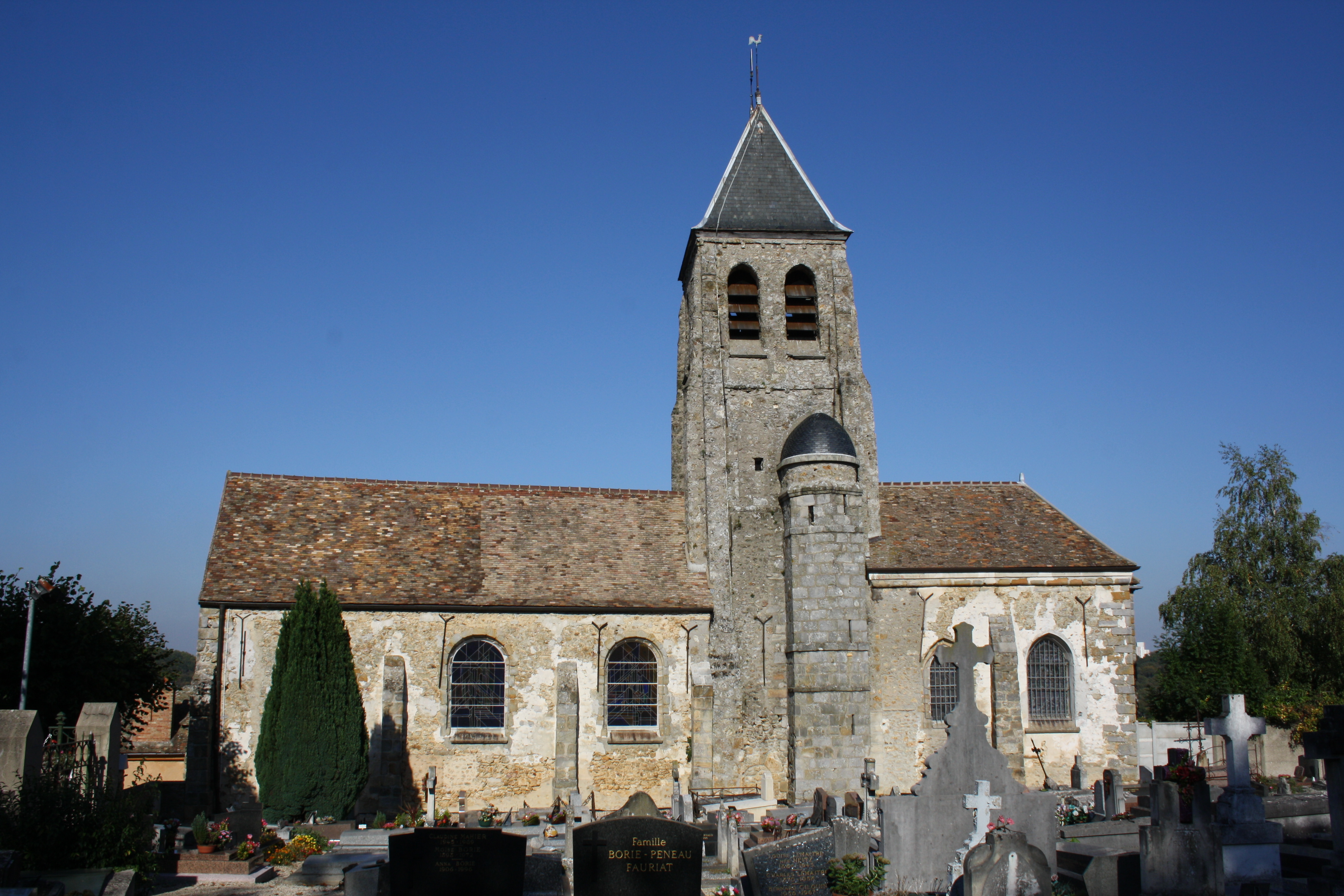
Pfarrkirche Saint-Clair

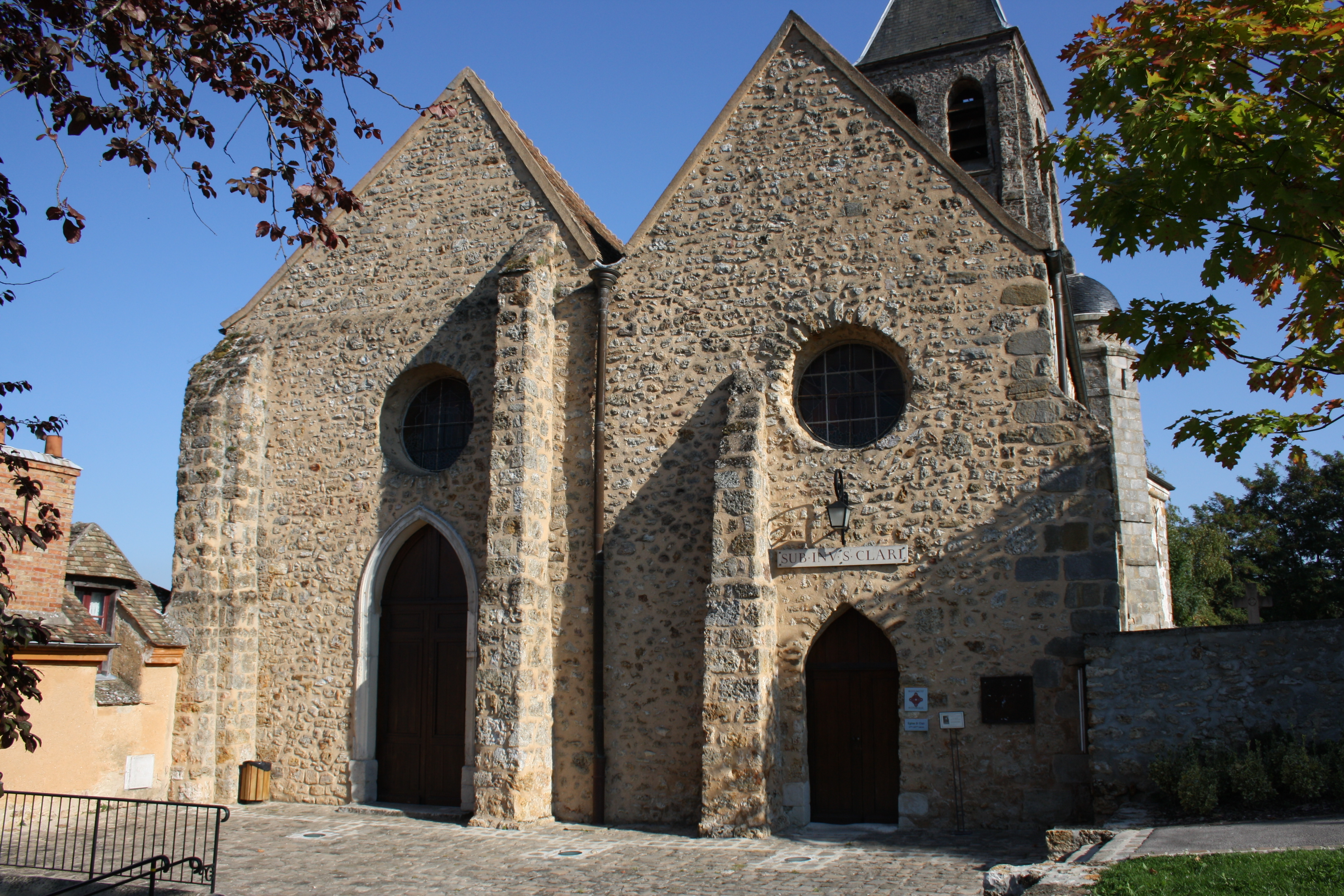
Westfassade

Die katholische Pfarrkirche St-Clair in Gometz-le-Châtel, einer Gemeinde im Département Essonne in der französischen Region Île-de-France, geht auf eine romanische Kirche aus dem 11. Jahrhundert zurück, die nach dem Hundertjährigen Krieg Ende des 15. oder zu Beginn des 16. Jahrhunderts wieder aufgebaut wurde. Die Kirche ist dem heiligen Clair geweiht, einem Mönch, der im 9. Jahrhundert die Gegend missioniert haben soll. 1983 wurde die Kirche als Monument historique in die Liste der Baudenkmäler in Frankreich aufgenommen.

## Architektur

### Außenbau
Von der ursprünglichen romanischen Kirche ist nur noch ein heute zugemauertes Portal im Untergeschoss des Glockenturms erhalten. Der Glockenturm, der sich im südlichen Chorwinkel erhebt, ist mit einem Walmdach gedeckt. Im Obergeschoss wird er auf allen vier Seiten von leicht zugespitzten Zwillingsarkaden durchbrochen. An der Südseite ist ein Treppenturm angebaut.
Die beiden Kirchenschiffe sind mit einem Satteldach gedeckt. Sie werden an der Giebelseite durch einen weit ausladenden Strebepfeiler voneinander getrennt. Beide Schiffe sind durch ein Spitzbogenportal an der Westfassade zugänglich, über beiden Portalen öffnet sich ein Rundfenster.

### Innenraum

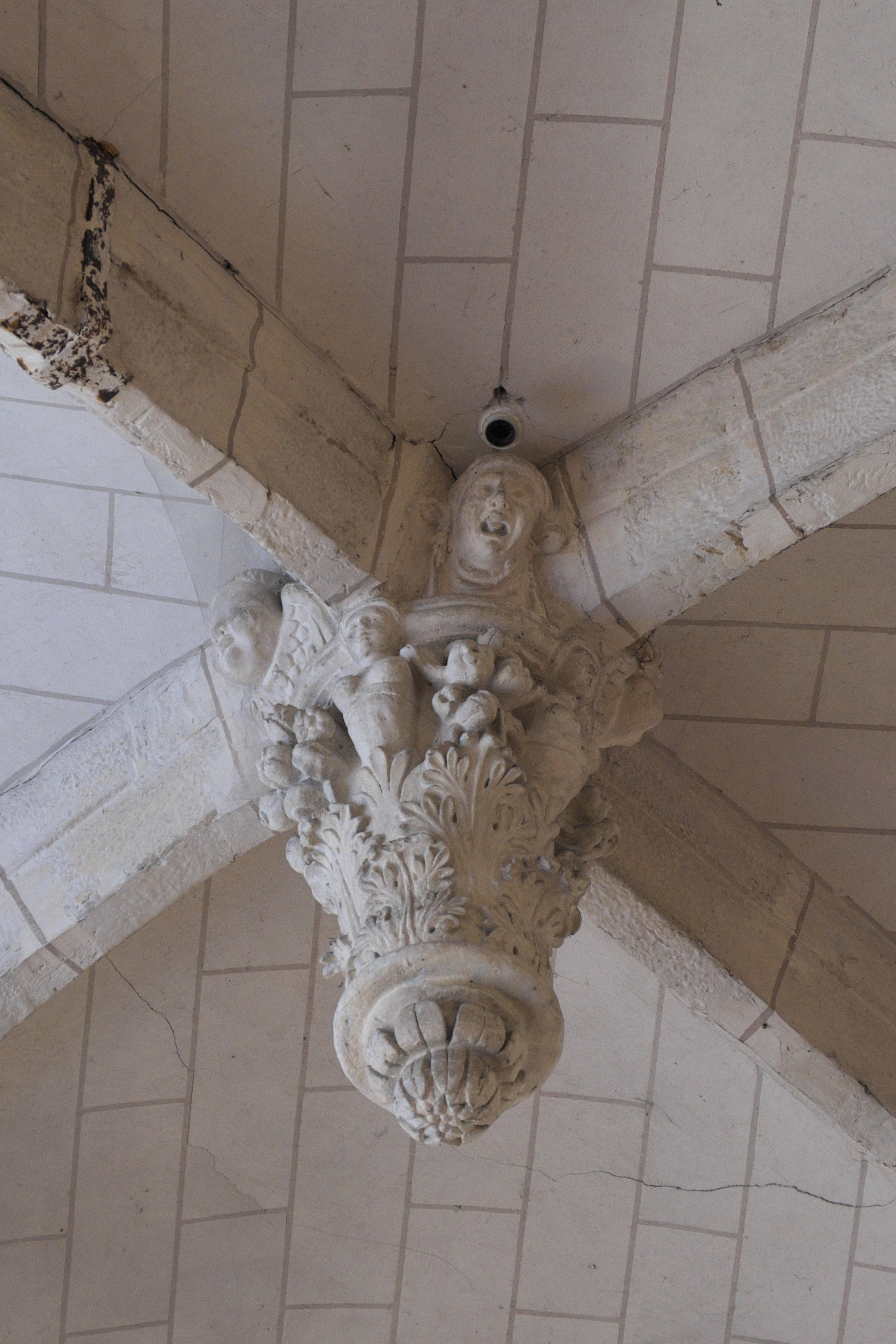
Gewölbeschlussstein

Der Innenraum besteht aus zwei parallelen Schiffen mit drei Jochen, die durch auf Säulen aufliegende Spitzbogenarkaden voneinander getrennt werden. Die beiden Schiffe, wobei das nördliche breiter ist als das südliche, münden in einen dreijochigen Chor, der auf der Höhe des südlichen Schiffs gerade geschlossen ist und auf der Höhe des nördlichen Schiffs in einem Dreiachtelschluss endet.

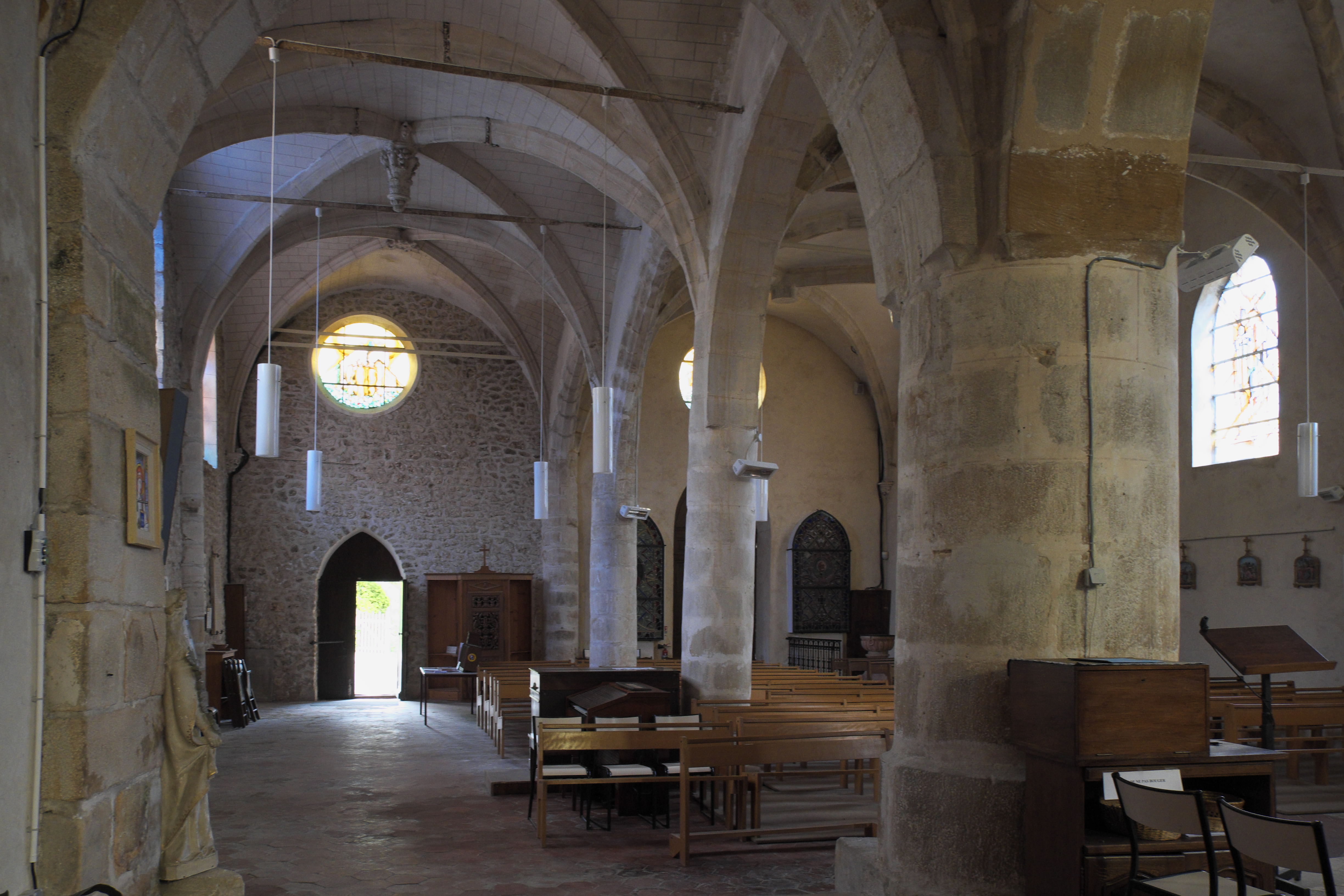
Blick zum Eingang
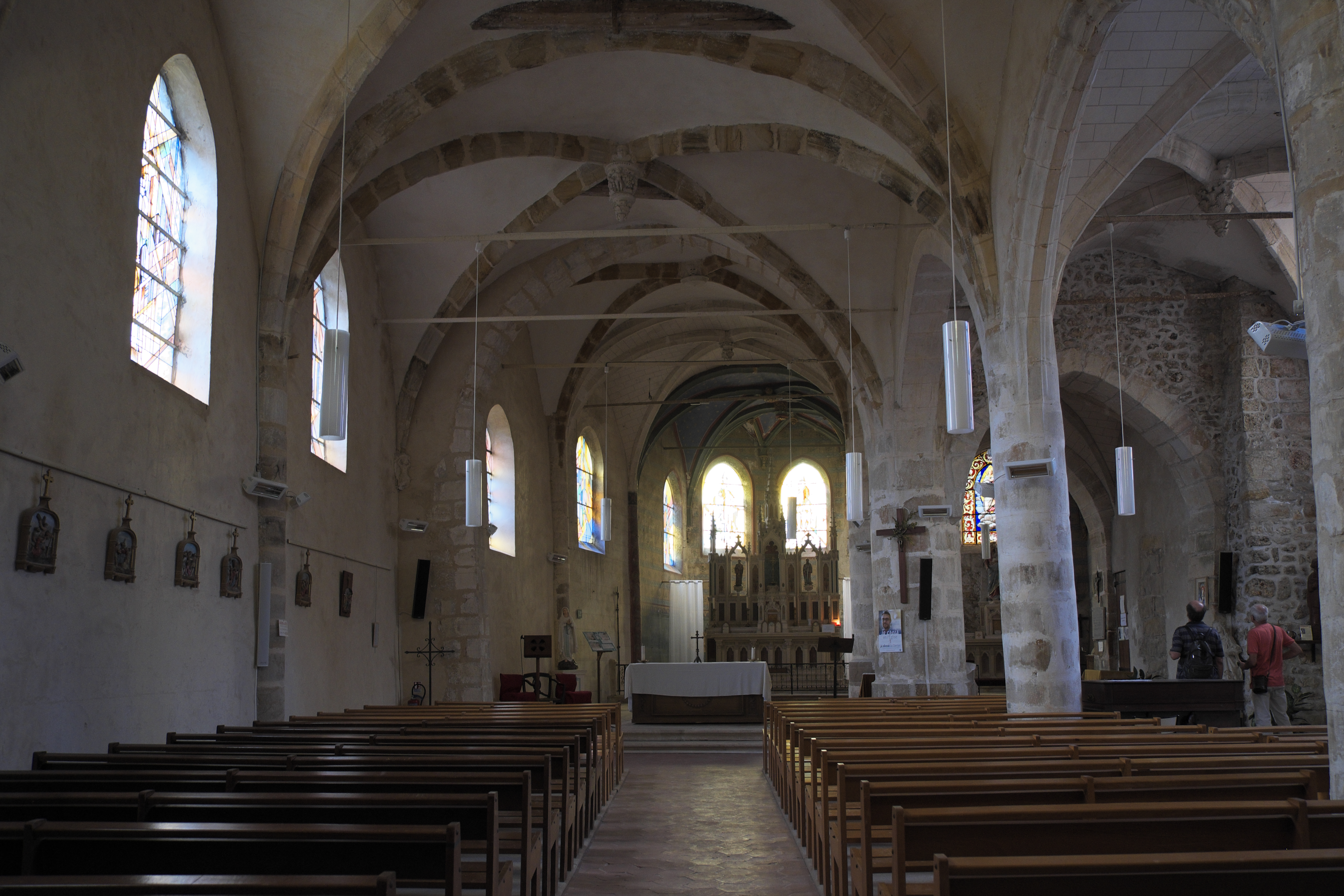
Blick zum Chor
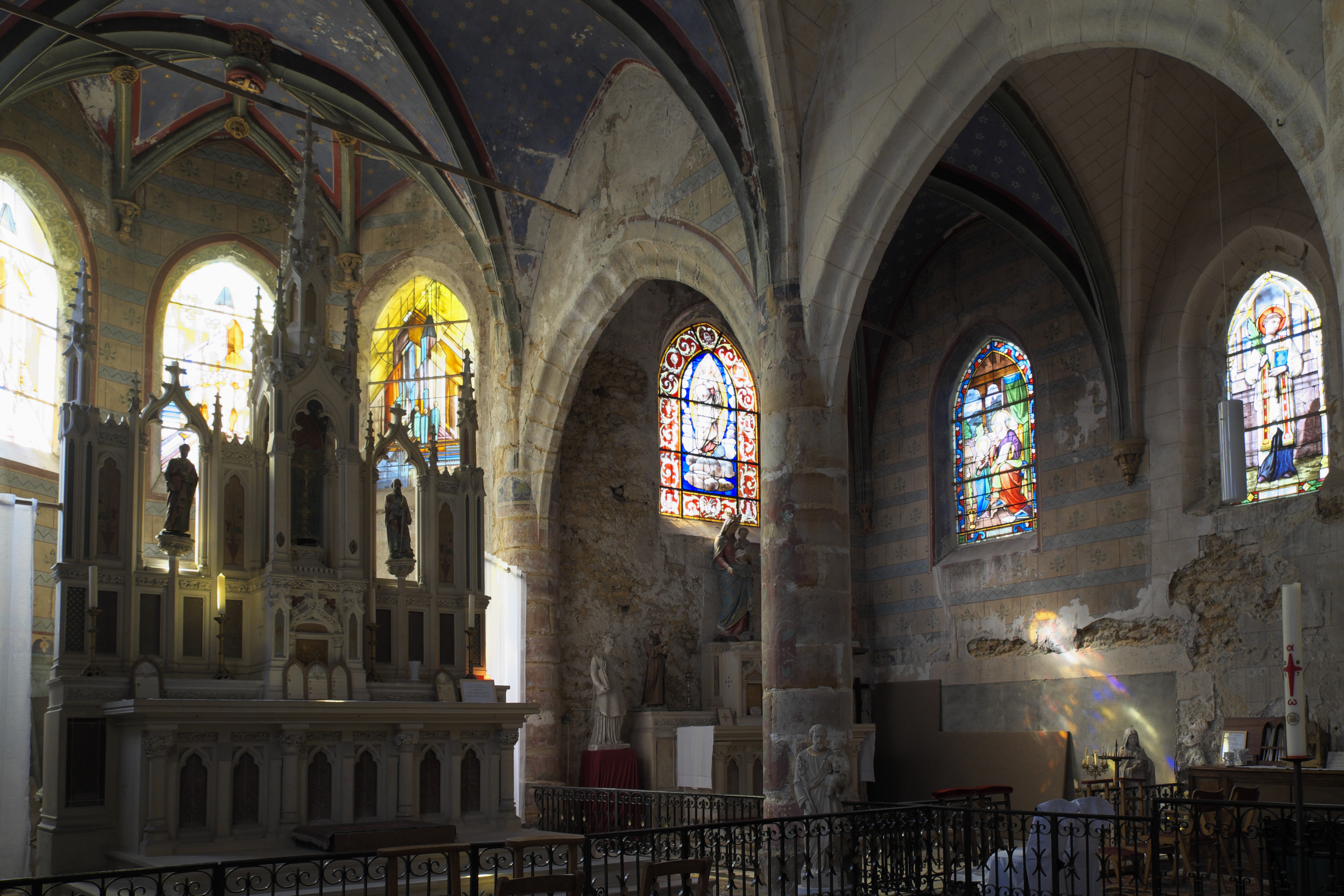
Südliches Kirchenschiff

Der gesamte Innenraum ist mit Kreuzrippengewölben gedeckt, die mit prächtigen Schlusssteinen verziert sind. Allerdings stammen nur die Schlusssteine im Chor und den beiden östlichen Jochen aus dem frühen 16. Jahrhundert. Das Gewölbe des westlichen Joches wurde Ende des 19. Jahrhunderts erneuert und mit Nachahmungen der ursprünglichen Abhänglinge versehen.

## Bleiglasfenster
Im Chor des südlichen Seitenschiffs sind noch Bleiglasfenster aus dem 19. Jahrhundert erhalten. Ein Fenster stellt den Schutzpatron der Kirche, den heiligen Clair, als Diakon mit der Märtyrerpalme dar. Auf einem anderen Fenster ist die Unterweisung Mariens dargestellt. Das Fenster mit der Darstellung Mariens im Strahlenkranz trägt die Signatur „H. CHABIN B. D’ENFERT PARIS“. Die meisten der ursprünglichen Fenster wurden durch moderne Fenster von Christiane und Philippe Andrieux ersetzt.

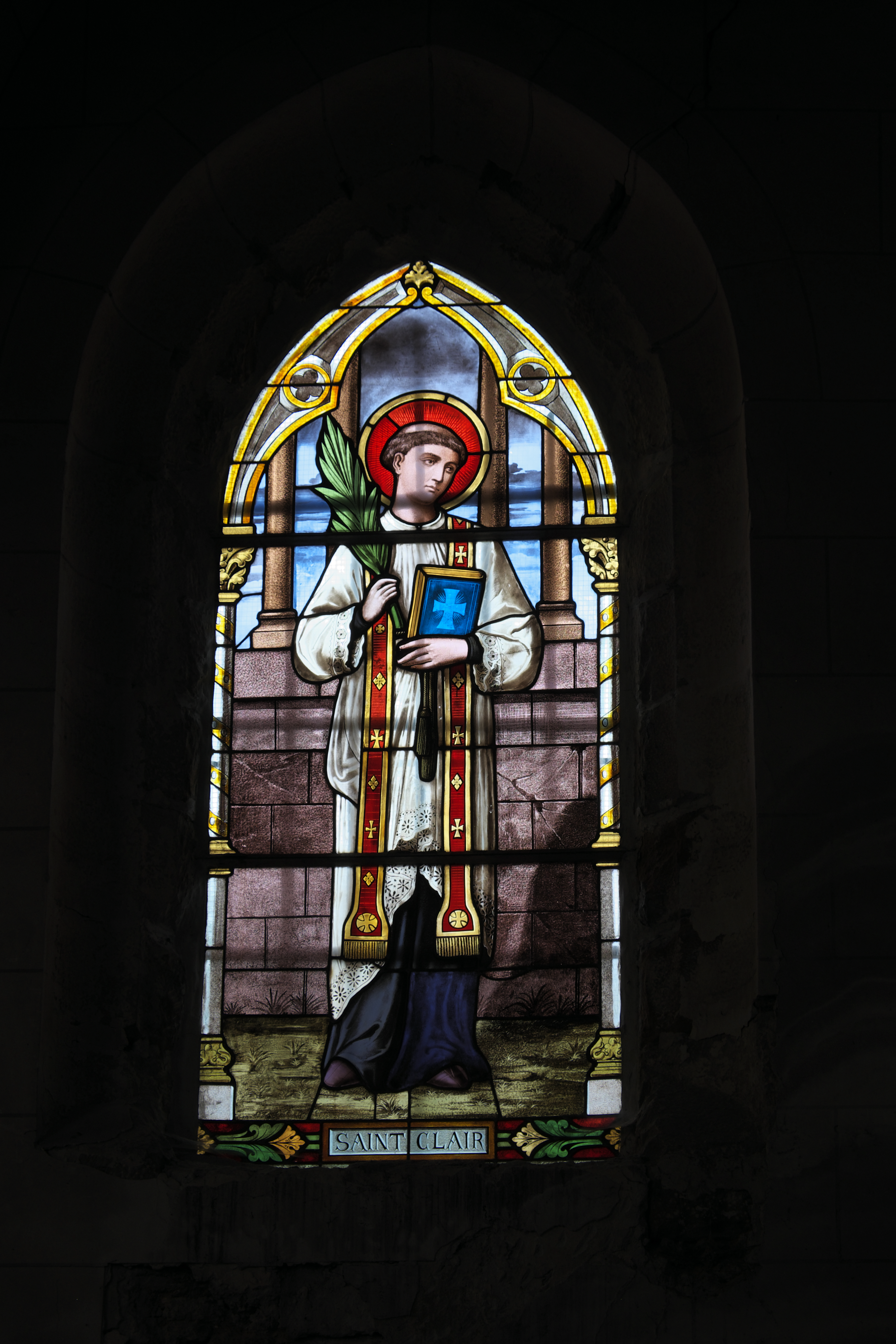
Heiliger Clair
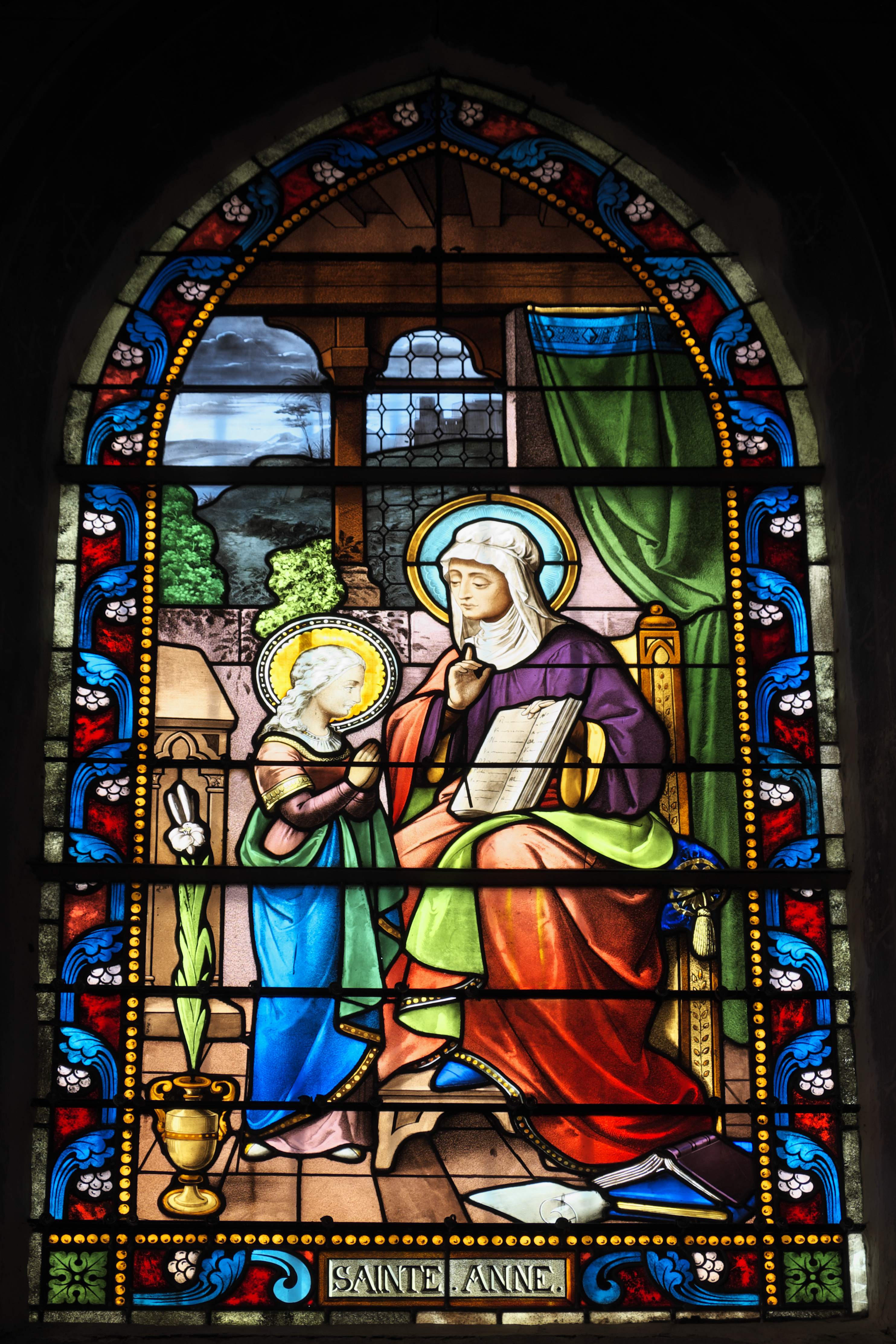
Unterweisung Mariens
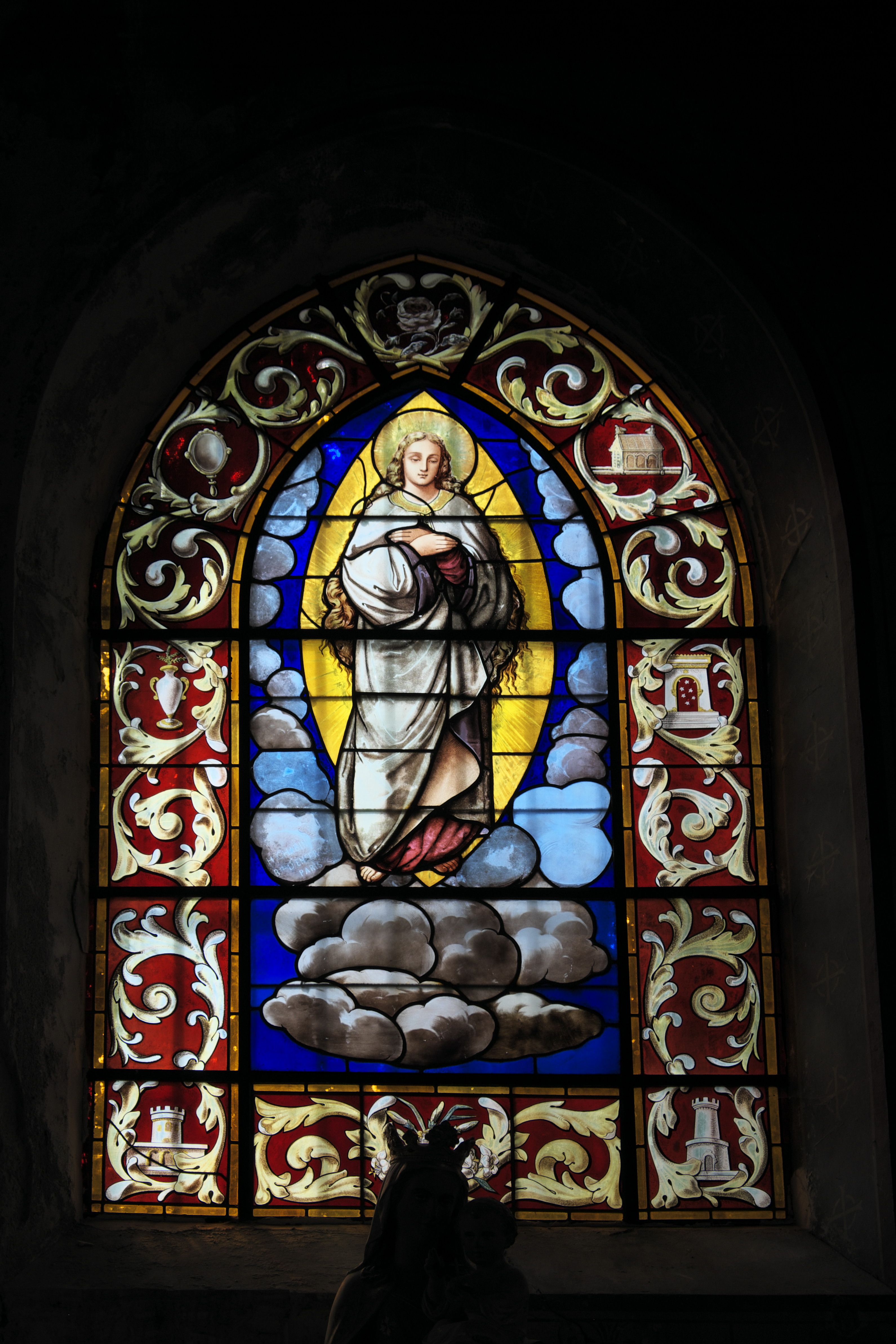
Maria im Strahlenkranz

## Taufbecken

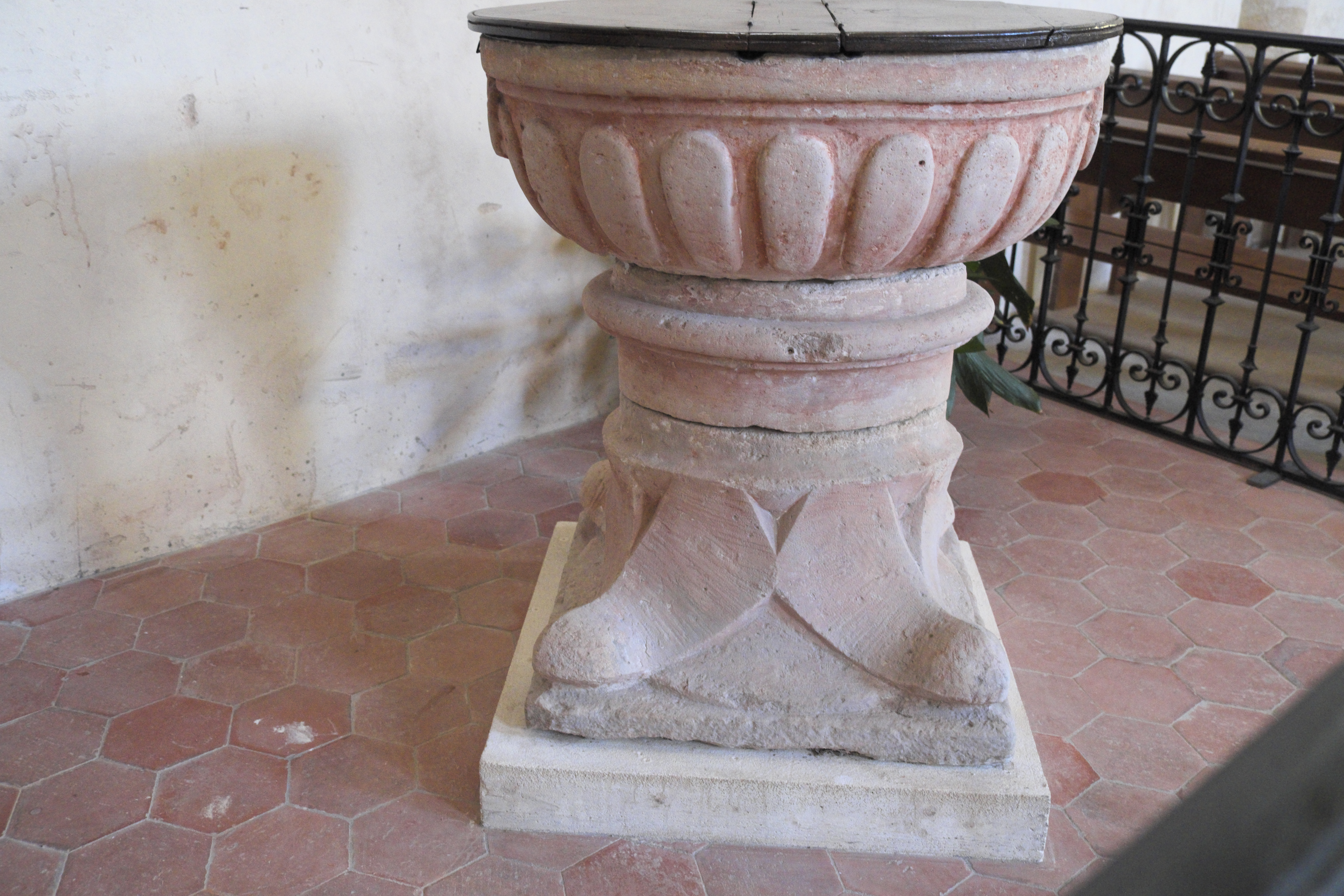
Taufbecken

Das Taufbecken stammt aus dem 17. Jahrhundert. Es ist aus Stein gemeißelt, der Deckel ist aus Holz geschnitzt. Als Sockel dient ein auf den Kopf gestelltes Kapitell. An der godronierten Schale sind noch originale rote Farbreste erhalten.